# Матади
Мата́ди (фр. Matadi) — главный морской порт Демократической Республики Конго и административный центр провинции Центральное Конго (бывшая провинция Нижнее Конго). Население по оценочным данным на 2012 год составляет 306 053 человека.

## Название
Слово Матади на языке киконго означает «камень». Город построен на крутом склоне холма (местные жители говорят, что те, кто живёт в Матади, не понаслышке знают, что такое «идти наверх», «идти вниз» и «потеть»).

## История
Матади был основан в 1879 году Генри Мортоном Стэнли. В годы Великой африканской войны в августе 1998 года Матади был захвачен в ходе рейда Кабарере.

## География
Город расположен на левом берегу реки Конго, в 148 километрах от устья, на высоте 18 м над уровнем моря.
На реке Конго вверх по течению имеется ряд пещер, известных под названием скалы Диогу Кана, названные так в честь надписей на стенах, вырезанных этим португальским мореплавателем в 1485 году. Гора Камбиер и пороги Йелаба также расположены около города.

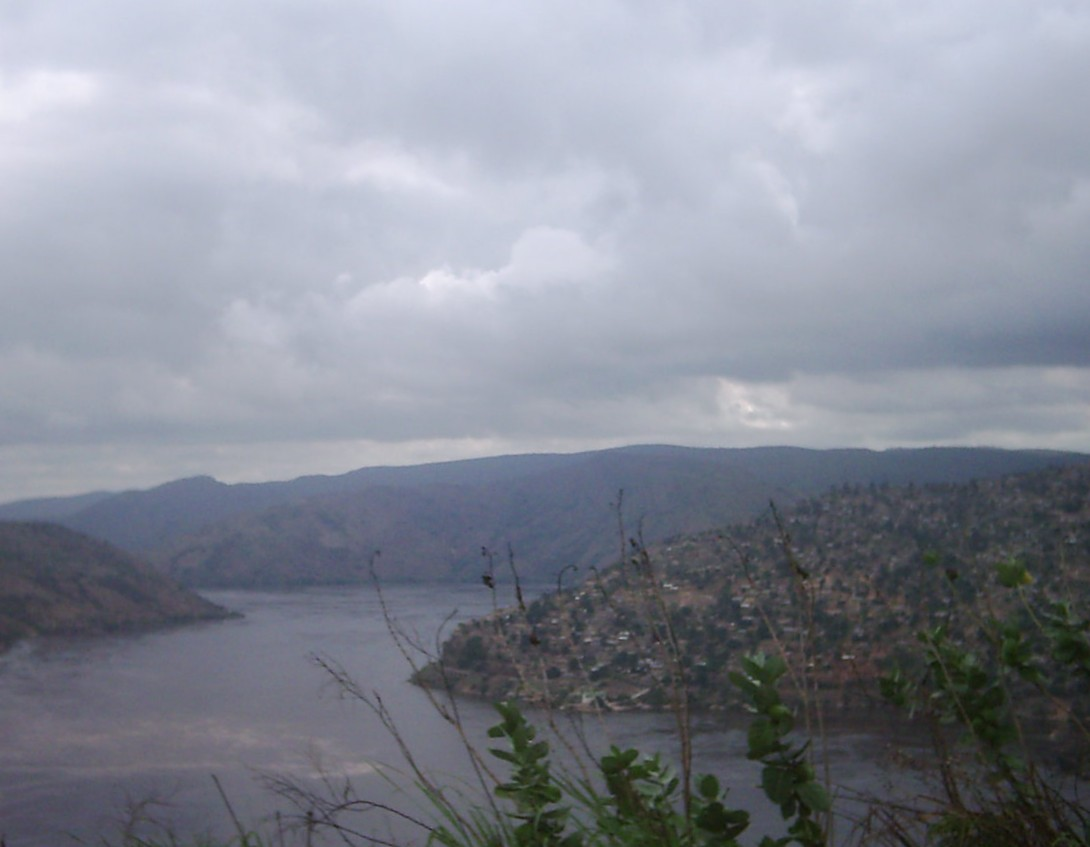
Река Конго у Матади

## Экономика и транспорт
В Матади находится единственный мост на всём протяжении нижнего и среднего течения огромной реки Конго. Это подвесной мост длиной 722 м (длина основного пролёта составляет 520 м), построенный в 1983 году через реку Конго к югу от города Матади. Через мост проходит основная автомобильная дорога, соединяющая столицу страны Киншасу с побережьем Атлантического океана. Поэтому через Матади проходит большой трансконтинентальный поток автотранспорта из южной Африки в северную и в северо-западную часть африканского континента.
Устье реки Конго пригодно для плавания многих морских судов, поэтому Матади — главный порт Демократической Республики Конго, и через Матади протекает основной внешний грузопоток страны. Вывозится, в основном, кофе и древесина. Государственная рыболовная компания «Pemarza» через порт Матади снабжает столицу рыбой. Неподалёку находится аэропорт Чимпи.
Железная дорога соединяет город Матади с Киншасой (366 км), но здесь она и заканчивается, не доходя до океанского побережья.
Электростанция на реке Мпозо обеспечивает Матади электроэнергией.

## Примечания

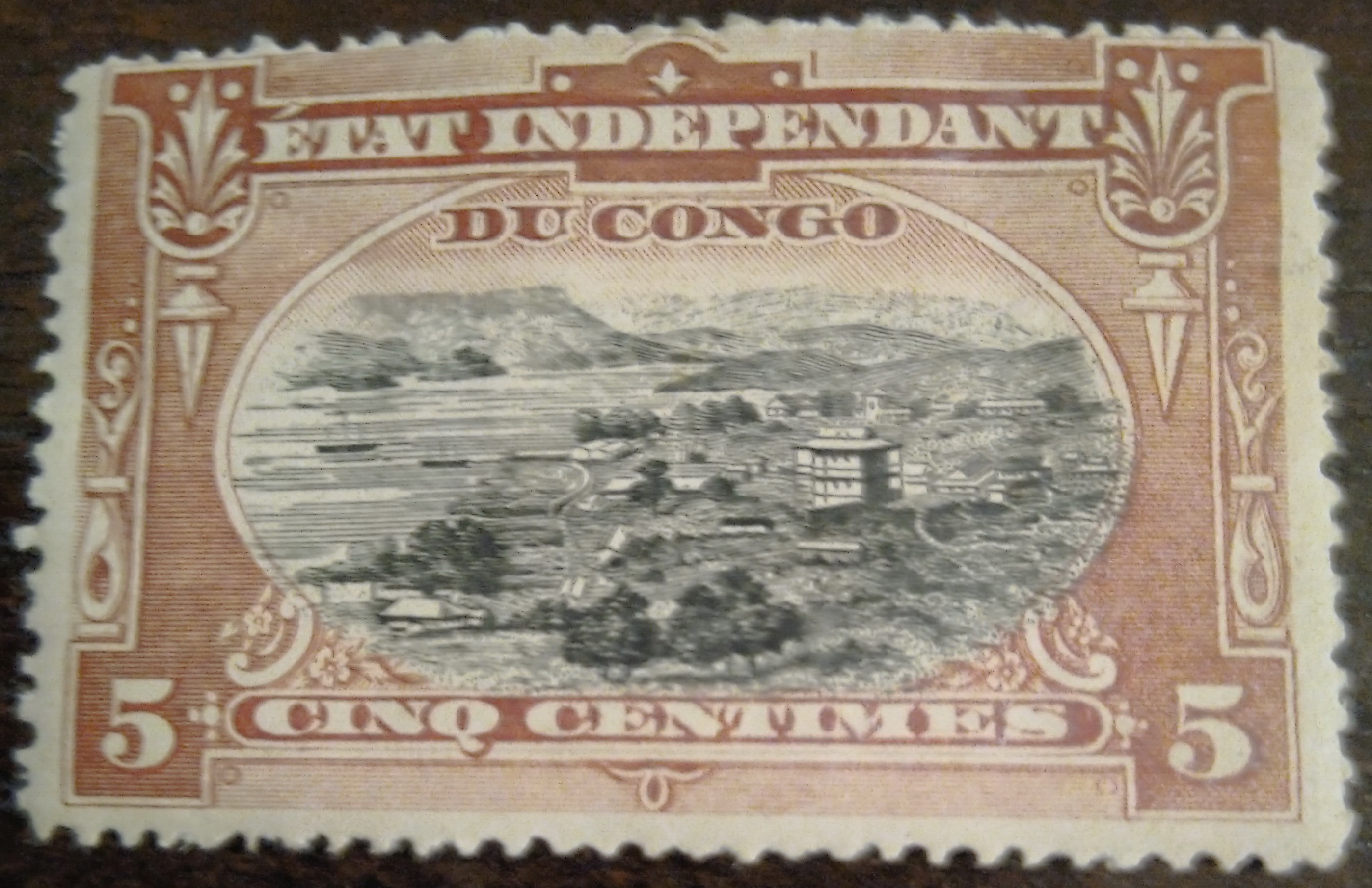
Порт Матади на почтовой марке 1895 года Свободного государства Конго